# عبدالرضا حیدری‌زادی
‌
عبدالرضا حیدری زادی (زادهٔ ۱۳۳۲ در چرداول) نمایندهٔ حوزهٔ انتخابیهٔ ایلام، ایوان، شیروان، چرداول و مهران در دورهٔ ششم مجلس شورای اسلامی بوده‌است.